# Xbox Underground
Xbox Underground byla mezinárodní hackerská skupina, která získala neoprávněný přístup do počítačové sítě společnosti Microsoft a jejích vývojových partnerů, včetně společností Activision, Epic Games a Valve, s cílem získat citlivé informace týkající se konzolí Xbox One a Xbox 360.

## Microsoft
Počítačová síť společnosti Microsoft byla v letech 2011 až 2013 opakovaně napadena skupinou Xbox Underground. Podle 65stránkové obžaloby hackeři strávili „stovky hodin“ prohledáváním sítě společnosti Microsoft a kopírováním přihlašovacích údajů, zdrojového kódu, technických specifikací a dalších dat. To vyvrcholilo tím, že pachatelé provedli fyzickou krádež, při níž použili ukradené přihlašovací údaje ke vstupu do „zabezpečené budovy“ v sídle společnosti Microsoft v Redmondu a odešli z ní s vývojovými sadami pro Xbox. Členové skupiny tvrdí, že je vedla silná zvědavost ohledně tehdy ještě nevydané konzole Xbox One a souvisejícího softwaru společnosti Microsoft.
Od ledna 2011 nebo přibližně v tomto období se společnost Microsoft stala obětí případů neoprávněného přístupu do svých počítačových sítí, včetně chráněné počítačové sítě společnosti GDNP, což vedlo ke krádeži přihlašovacích údajů, obchodních tajemství a duševního vlastnictví souvisejícího s herním systémem Xbox.
Přibližně v září 2013 Alcala a Pokora zprostředkovali fyzickou krádež několika vývojových sad pro Xbox (XDK) ze zabezpečené budovy v areálu společnosti Microsoft v Redmondu ve státě Washington, kterou spáchali A.S. a E.A.. Pomocí odcizených přístupových údajů do budovy společnosti Microsoft se A.S. a E.A. dostali do budovy a odcizili tři neveřejné verze konzole Xbox One...

## Software pro simulátor vrtulníku Apache
Skupina je také obviněna z průniku do počítačové sítě společnosti Zombie Studios, prostřednictvím které získala software pro simulátor vrtulníku Apache vyvinutý pro armádu Spojených států. David Pokora řekl: „Poslouchal jsi, co jsem za poslední měsíc udělal za s*ačky? Mám **** pro americkou armádu. Mám **** na australské ministerstvo obrany ... Mám všechny velké společnosti – Intel, AMD, Nvidia – všechny herní společnosti, které byste mohli jmenovat, Google, Microsoft, Disney, Warner Bros, prostě všechno.“

## Členové
Čtyři členové skupiny se k obviněním přiznali. David Pokora, vůbec první zahraniční hacker odsouzený na území Spojených států, dostal 23. dubna 2014 osmnáctiměsíční trest, a v červenci 2015 byl propuštěn. Nathan LeRoux a Sanad Odeh Nesheiwat byli odsouzeni 11. června a dostali 24, resp. 18 měsíců; Austin Alcala měl být odsouzen v červenci, ačkoli dále spolupracoval s FBI při řešení jiného trestního případu týkajícího se nelegálního obchodu s mincemi FIFA.
Dylan Wheeler (v obžalobě uváděný jako D.W.), v současné době mimo dosah Spojených států, žil v té době v Austrálii a byl obviněn z různého stupně obvinění. Nebyl odsouzen, protože z Austrálie uprchl do Dubaje a nakonec do České republiky kvůli lidskoprávním a politickým problémům s jeho procesem, odkud nemůže být vydán, protože má české občanství, a v současné době žije ve Spojeném království. Jeho matka, Anna Wheelerová, byla později uvězněna na více než dva roky za to, že mu pomohla uprchnout z Austrálie, aby se vyhnul obvinění.
Wheeler tvrdí, že šestý člen, Justin May (označovaný jako „osoba A“), spolupracoval s FBI „na rozbití skupiny“. May byl již dříve podmínečně propuštěn z výkonu trestu za dřívější trestný čin krádeže dat, jehož dohoda mu ukládala povinnost zdržet se na Xbox Live. V roce 2017 se o něj znovu začala zajímat FBI poté, co zabavila nové kupé BMW a 38 595 dolarů v hotovosti, které byly ukryty v jeho domě. V červnu 2021 byl May odsouzen k sedmi letům vězení za to, že z několika technologických společností, mimo jiné společností Microsoft a Cisco Systems, vylákal více než 3,5 milionu dolarů tím, že zneužil záruční podmínky k neoprávněnému získání náhradních dílů, které pak prodával online.